# Chikara
La Chikara, stilizzata in maiuscolo e a volte riferita come Chikara Pro, è stata una federazione di wrestling statunitense con base a Filadelfia.
La Chikara è ispirata al puroresu e alla lucha libre. Tiene diversi eventi annuali come il King of Trios fra febbraio e marzo, Aniversario in maggio, la Young Lions Cup fra giugno e agosto e il Torneo Cibernetico fra settembre e novembre.

## Storia

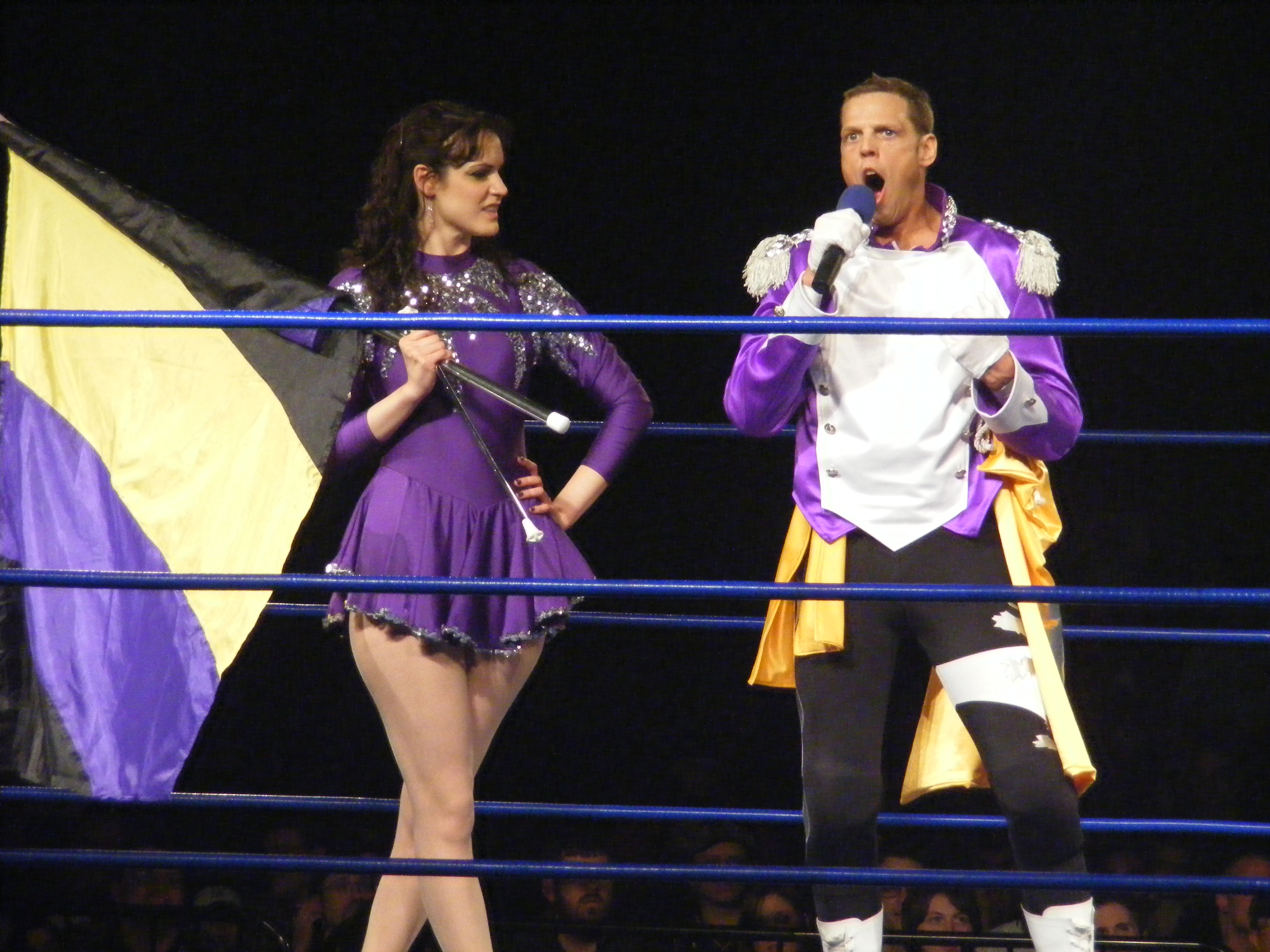
Il wrestler Archibald Peck la valletta Veronica al Chikara King of Trios del 2011

La federazione crebbe con la Wrestle Factory, che venne fondata da Mike Quackenbush e Tom Carter il 7 gennaio 2002. Nel maggio dello stesso anno si espanse con l'obiettivo di creare una classe di principianti e divenne una scuola di wrestling. Il primo evento ebbe luogo il 25 maggio 2002 e incluse oltre che la partecipazione degli studenti della Wrestle Factory anche altri talenti indipendenti come Don Montoya, CM Punk, Colt Cabana, Chris Hero e altri anora.
Successivamente ci furono delle problematiche che impedirono alla Chikara di tenere altri eventi fino a ottobre. Hanno collaborato spesso con gli atleti della Independent Wrestling Association Mid-South (IWA). Successivamente iniziò a creare dei riconoscimenti come la Young Lions Cup (YLC), che designava il miglior esordiente uscito dalla Wrestle Factory. La prima edizione fu vinta da Hallowicked, che sconfisse Mr. Zero in finale.
Nel 2004 Chris Hero diventò co-allenatore al Wrestle Factory, sostituendo Carter. Nel 2005 Jorge Rivera diventò il terzo allenatore. In questo periodo iniziò anche una collaborazione con la Combat Zone Wrestling (CZW), che terminò nel 2007 quando Claudio Castagnoli prese il posto di Chris Hero come allenatore. La Smart Mark Video ha pubblicato alcune VHS e DVD riguardanti la Chikara, il cui primato di spettatori a un suo evento è 864.
La Chikara ha messo in commercio anche eventi a pagamento su internet con il nome di Pod-Per-View. Ha inoltre distribuito un podcast contenente incontri e interviste.
Il 26 aprile 2009 annuncia l'inizio della collaborazione con la Dragon Gate USA (DGUSA) e il 25 aprile 2010 annuncia la distribuzione di un videogioco chiamato Rudo Resurrection.
La federazione è stata chiusa nel 2020 in seguito allo scandalo Speaking Out che coinvolse Mike Quanckenbush.

## Titoli
| Titolo                         | Campione                                                 | Data             | Campione precedente                      |
| ------------------------------ | -------------------------------------------------------- | ---------------- | ---------------------------------------- |
| Chikara Grand Championship     | Dasher Hatfield                                          | 5 aprile 2019    | "Mr. Touchdown" Mark Angelosetti         |
| Chikara Campeonatos de Parejas | The Bird and The Bee (Willow Nightingale e Solo Darling) | 10 novembre 2019 | F.I.S.T. (Travis Huckabee e Tony Deppen) |
| Chikara Young Lions Cup        | Ricky South                                              | 18 gennaio 2020  | Still Life with Apricots and Pears       |

### Altri riconoscimenti
| Riconoscimento               | Data             |
| ---------------------------- | ---------------- |
| King of Trios                | 6 ottobre 2019   |
| Rey de Voladores             | 6 ottobre 2019   |
| Tag World Grand Prix         | 14 aprile 2018   |
| Torneo Cibernetico           | 24 novembre 2018 |
| Infinite Gauntlet            | 11 maggio 2019   |
| The Johnny Kidd Invitational | 7 settembre 2019 |